# Marcel Bertrand
Marcel Alexandre Bertrand (París, 2 de julio de 1847 - París, 13 de febrero de 1907), fue un geólogo francés, fundador de la tectónica moderna por sus estudios sobre los Alpes, formación y sus transformaciones posteriores desde la creación del globo terrestre.

## Biografía
Hijo del matemático Joseph Bertrand, inicia sus estudios en 1867 en la Escuela Politécnica; en 1869 pasa a estudiar en la Escuela de Minas de París. Tras haber estado trabajando en distintos empleos en el este de Francia empieza a trabajar como geólogo, en 1877, para el "Servicio de Mapas Geológicos" de Francia donde realiza estudios de las zonas del Jura, Provence y los Alpes.
Concentra sus investigaciones en las montañas incluyendo sus formaciones orogénicas. Consigue analizar y dar explicación al doble cabalgamiento de Glaris, en los Alpes de Glaris, posteriormente sobre la anomalía estratigráfica del Beausset, elabora nuevas teorías y las presenta en los Congresos geológicos de Zúrich y San Petersburgo.
Su descubrimiento de las capas de transporte y los estratos lo hacen ser considerado como el fundador de la tectónica moderna. Precisa la hipótesis de Eduard Suess y anticipa que América del Norte y Europa se habían formado por tres plegamientos sucesivos situados en el borde meridional de un antiguo continente primitivo.
Bertrand pasa a ser, en 1886, profesor de Geología de la Escuela Nacional de Minas (París). En 1886 y 1888, recibe consecutivamente la Beca Audaz (de ayuda a la investigación geológica) y la Fontannes (de la Sociedad geológica de Francia). Posteriormente recibe de nuevo la Audaz en 1890 y el Petit d'Ormoy en 1893. En 1896, entra en la Academia de las Ciencias de Francia. En 1890 fue elegido presidente de la Sociedad geológica de Francia.
En 1886 se había casado con Mathilde Mascart, hija del físico Éleuthère Mascart, especialista mundial en meteorología. En 1900, perdió a su hija mayor Jeanne, de trece años, sepultada por un desmoronamiento de rocas casi delante de sus ojos, y abandonó por este hecho sus investigaciones en reptación y otros tipos de traslaciones de rocas y estratos terrestres. Con Mathilde tuvo otros hijos, Fanny Bertrand (casada con el pintor William Laparra), Claire Bertrand (pintora, casada con el así mismo pintor Willy Eisenschitz), Thérèse Bertrand-Fontaine (eminente médico e investigadora) o Louise Bertrand (casada con el geólogo Eugène Raguin).